# Sei concerti, Op. 12 (Vivaldi)
L'opus 12 di Antonio Vivaldi è una serie di sei concerti per violino, archi e basso continuo composti nel 1729.
- Concerto n. 1 in Sol minore, RV 317

Allegro
Largo
Allegro
- Concerto n. 2 in Re minore, RV 244

Allegro
Larghetto
Allegro
- Concerto n. 3 in Re maggiore, RV 124

Allegro
Grave
Allegro
- Concerto n. 4 in Do maggiore, RV 173

Largo spiccato - Allegro
Largo
Allegro
- Concerto n. 5 in Si bemolle maggiore, RV 379

Allegro
Largo
Allegro
- Concerto n. 6 in Si bemolle maggiore, RV 361

Allegro
Largo
Allegro